# Córrego Campo Grande

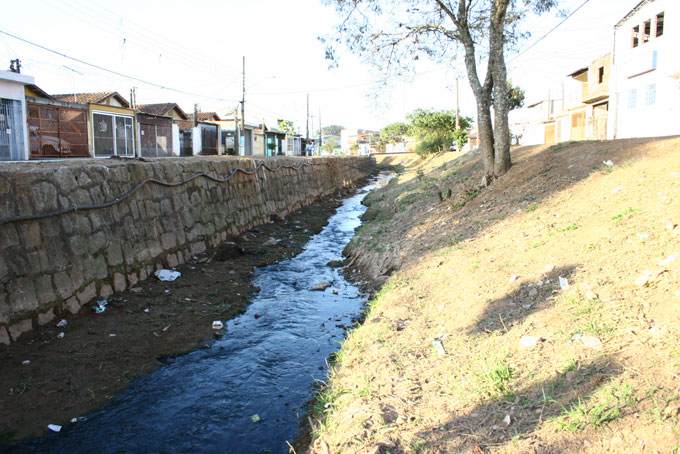
Córrego Campo Grande, ainda em Nova Poá.

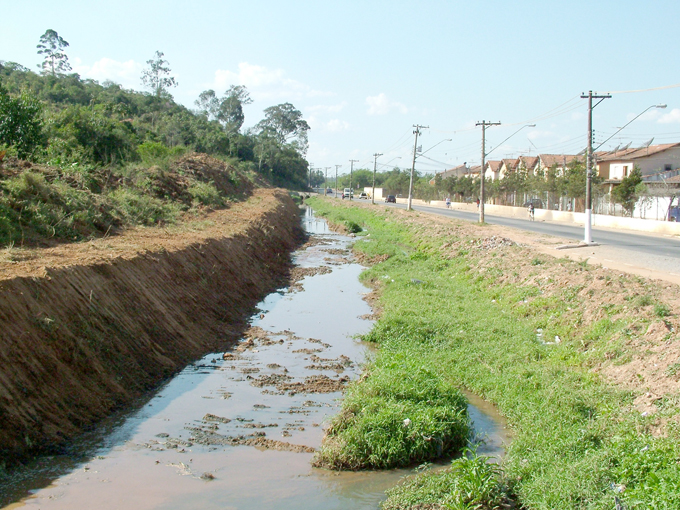
Córrego Campo Grande, pouco antes de desaguar no Rio Guaió, em Poá.

Córrego Campo Grande é um córrego do estado de São Paulo. Nasce e corta todo o bairro Nova Poá, em Poá, colhe a água das pequenas nascentes da região e deságua no Rio Guaió, em Calmon Viana, ainda em Poá. O córrego é margeado pela Avenida Campo Grande, importante via do bairro atendida por linhas da EMTU.